# Vanadinit
Vanadinit, eller vanadinblymalm, är ett ganska sällsynt mineral som bildar gula eller röda hexagonala kristaller. Mineralet bildats genom oxidation av blymineraliseringar innehållande till exempel galenit.

## Etymologi och historia
Vanadinit upptäcktes först i prov från Zimapan, Hidalgo i Mexiko år 1801. Mineralet namngavs av Friedrich Wöhler efter dess innehåll av grundämnet vanadin.

## Förekomst
Vanadinit förekommer huvudsakligen i Mexiko, Chile, Arizona samt i Sibirien, Skottland och Spanien. Det finns på enstaka platser i Sverige, till exempel i Bölets mangangruvor (Vretgruvan) i Västergötland.
Det uppträder endast som ett resultat av kemiska förändringar i redan existerande material och betraktas därför som ett sekundärt mineral.

## Användning
Mineralet används för framställning av vanadinföreningar. Det är en av de viktigaste industriella malmmineralen för metallen vanadin, men också en mindre källa för utvinning av bly.